# Joan Badia i Homs
Joan Badia i Homs (Palafrugell, 9 de maig 1941) és un historiador i museòleg català, considerat com un gran especialista del romànic empordanès.
Autodidacte que no va poder estudiar a la universitat per mor del règim franquista, va compaginar la seva feina com empleat d'una banca amb l'estudi i la recerca. Miquel Oliva (1922-1974), arqueòleg i director del Museu Arqueològic de Girona i Lluís Esteva (1906-1944), especialista del megalitisme i Pere Caner (1922-1982), mestre i arqueòleg van influir molt en la seva formació.
El 1972 va ser un dels fundadors del Museu Municipal de Palafrugell, que més tard va esdevenir el Museu del Suro, del qual va ser director fins al 1987.
L’arquitectura medieval de l’Empordà (1978-1981), editada amb el suport de Josep Pla, es considera la seva obra mestra. Les seves aportacions al corpus Catalunya romànica són considerables.

## Obres destacades
- L’arquitectura medieval de l’Empordà (1978-1981)
- Contribucions a Catalunya romànica
- Per una bibliografia extensa vegeu «Obra de Joan Badia i Homs» a Dialnet.

## Reconeixement
- 1998 Premis Indiketa dels Premis Empordà[4]
- Primer Premi Joan Saqués de remi de la Fundació Valví.[4]